# Saint-Germainmont
Pour les articles homonymes, voir Saint-Germain.
Saint-Germainmont est une commune française, située dans le département des Ardennes en région Grand Est.

## Géographie
| Le Thour                | Banogne-Recouvrance | Condé-lès-Herpy           |
| Villers-devant-le-Thour | Saint-Germainmont   | Herpy-l'Arlésienne Gomont |
| Asfeld                  |                     | Balham                    |

Saint-Germainmont se trouve dans le sud-ouest des Ardennes. Le village est situé sur la partie basse et le flanc d’une colline. Au pied de cette colline  coule le Ruisseau des Barres, qui se jette dans l’Aisne. Un marais a été transformé en partie en prairie. En hauteur du village, le nom du lieu-dit suggère l'existence de vignes, avant que cette culture ne disparaisse.

### Hydrographie
La commune est dans la région hydrographique « la Seine du confluent de l'Oise (inclus) à l'embouchure » au sein du bassin Seine-Normandie. Elle est drainée par l'Aisne, le ruisseau des Barres, le ruisseau du Relais et le ruisseau du Relais,.
L'Aisne est un  cours d'eau naturel navigable de 256 km de longueur, traversant les cinq départements Meuse, Marne, Ardennes, Aisne, Oise. Elle est un affluent de rive gauche de l'Oise, ce qui fait d'elle un sous-affluent de la Seine. Elle coule d'est en ouestsur une longueur d'environ 0,9 km et constitue la limite séparative sud de la commune.
Le ruisseau des Barres, d'une longueur de 28 km, prend sa source dans la commune de Fraillicourt et se jette  dans l'Aisne à Asfeld, après avoir traversé neuf communes.

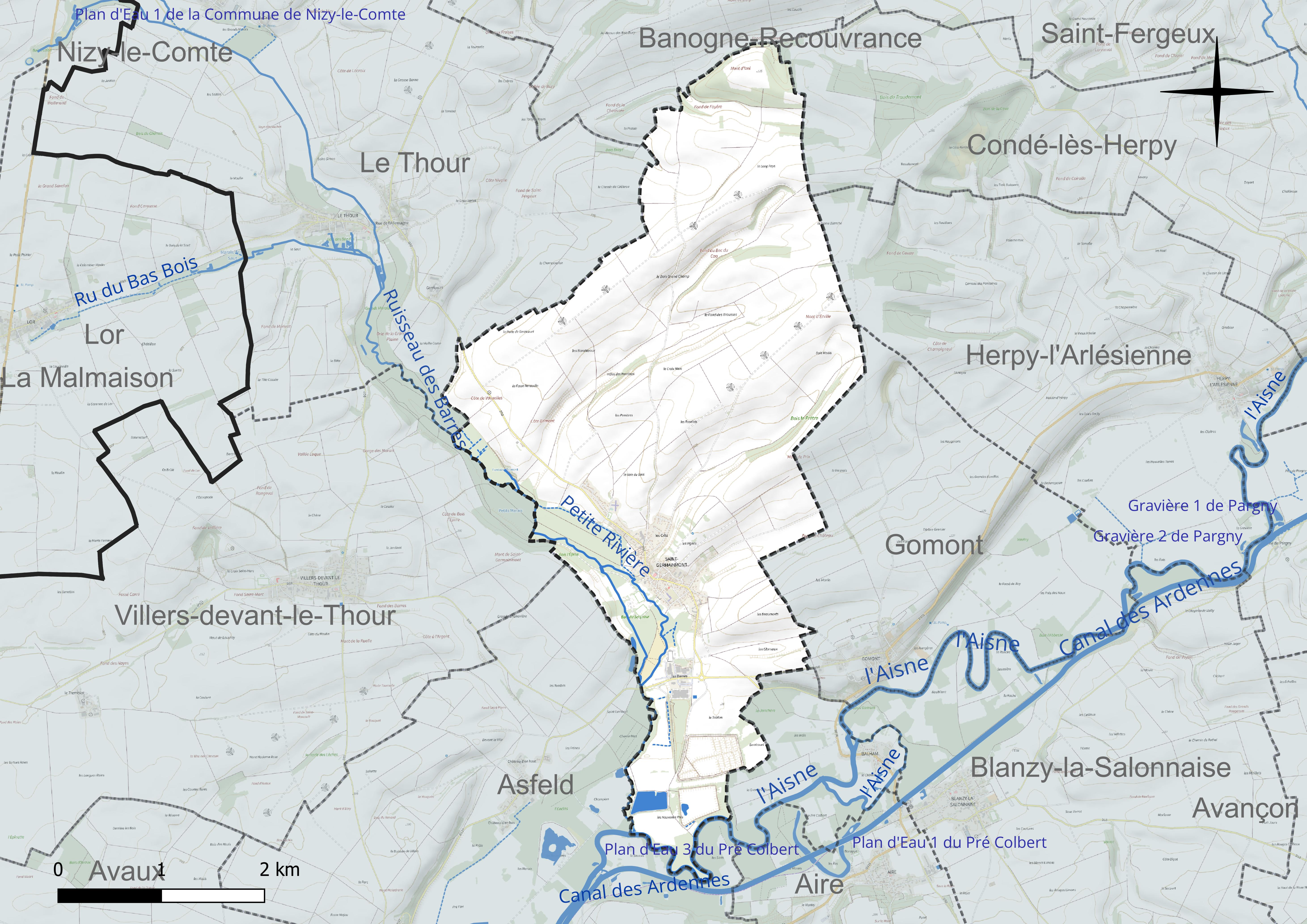
Réseau hydrographique de Saint-Germainmont.

### Climat
Pour des articles plus généraux, voir Climat du Grand Est et Climat des Ardennes.
En 2010, le climat de la commune est de type climat océanique dégradé des plaines du Centre et du Nord, selon une étude du Centre national de la recherche scientifique s'appuyant sur une série de données couvrant la période 1971-2000. En 2020, Météo-France publie une typologie des climats de la France métropolitaine dans laquelle la commune est exposée à un climat océanique altéré et est dans la région climatique Nord-est du bassin Parisien, caractérisée par un ensoleillement médiocre, une pluviométrie moyenne régulièrement répartie au cours de l’année et un hiver froid (3 °C).
Pour la période 1971-2000, la température annuelle moyenne est de 10,3 °C, avec une amplitude thermique annuelle de 15,8 °C. Le cumul annuel moyen de précipitations est de 756 mm, avec 12,4 jours de précipitations en janvier et 9,2 jours en juillet. Pour la période 1991-2020, la température moyenne annuelle observée sur la station météorologique de Météo-France la plus proche, « Banogne-Recouvrance », sur la commune de Banogne-Recouvrance à 7 km à vol d'oiseau, est de 11,1 °C et le cumul annuel moyen de précipitations est de 773,4 mm. 
La température maximale relevée sur cette station est de 40,8 °C, atteinte le 25 juillet 2019 ; la température minimale est de −14 °C, atteinte le 10 janvier 2003,,.
Les paramètres climatiques de la commune ont été estimés pour le milieu du siècle (2041-2070) selon différents scénarios d'émission de gaz à effet de serre à partir des nouvelles projections climatiques de référence DRIAS-2020. Ils sont consultables sur un site dédié publié par Météo-France en novembre 2022.

## Urbanisme

### Typologie
Au 1er janvier 2024, Saint-Germainmont est catégorisée bourg rural, selon la nouvelle grille communale de densité à 7 niveaux définie par l'Insee en 2022.
Elle est située hors unité urbaine. Par ailleurs la commune fait partie de l'aire d'attraction de Reims, dont elle est une commune de la couronne,. Cette aire, qui regroupe 294 communes, est catégorisée dans les aires de 200 000 à moins de 700 000 habitants,.

### Occupation des sols
L'occupation des sols de la commune, telle qu'elle ressort de la base de données européenne d’occupation biophysique des sols Corine Land Cover (CLC), est marquée par l'importance des territoires agricoles (80,5 % en 2018), une proportion sensiblement équivalente à celle de 1990 (81,3 %). La répartition détaillée en 2018 est la suivante : 
terres arables (79,3 %), forêts (9,6 %), mines, décharges et chantiers (4,9 %), zones urbanisées (3,4 %), zones industrielles ou commerciales et réseaux de communication (1,6 %), prairies (1,2 %). L'évolution de l’occupation des sols de la commune et de ses infrastructures peut être observée sur les différentes représentations cartographiques du territoire : la carte de Cassini (XVIIIe siècle), la carte d'état-major (1820-1866) et les cartes ou photos aériennes de l'IGN pour la période actuelle (1950 à aujourd'hui).

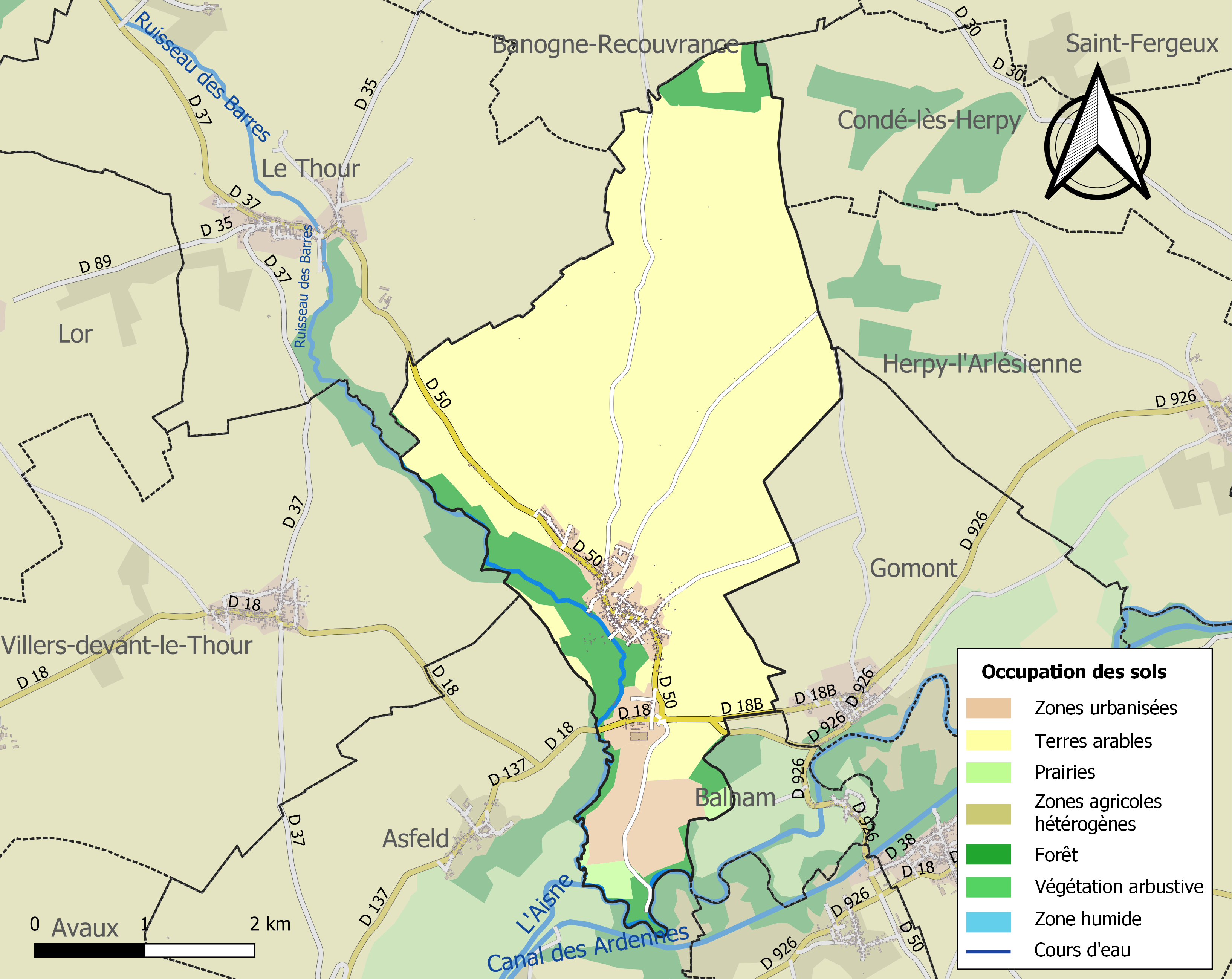
Carte des infrastructures et de l'occupation des sols de la commune en 2018 (CLC).

## Toponymie
Le nom de la localité est attesté sous la forme altare de S. Germani monte en 1107-10.
Saint-Germain est un hagiotoponyme composé du nom de saint Germain de Besançon et de l'oïl mont.

## Histoire

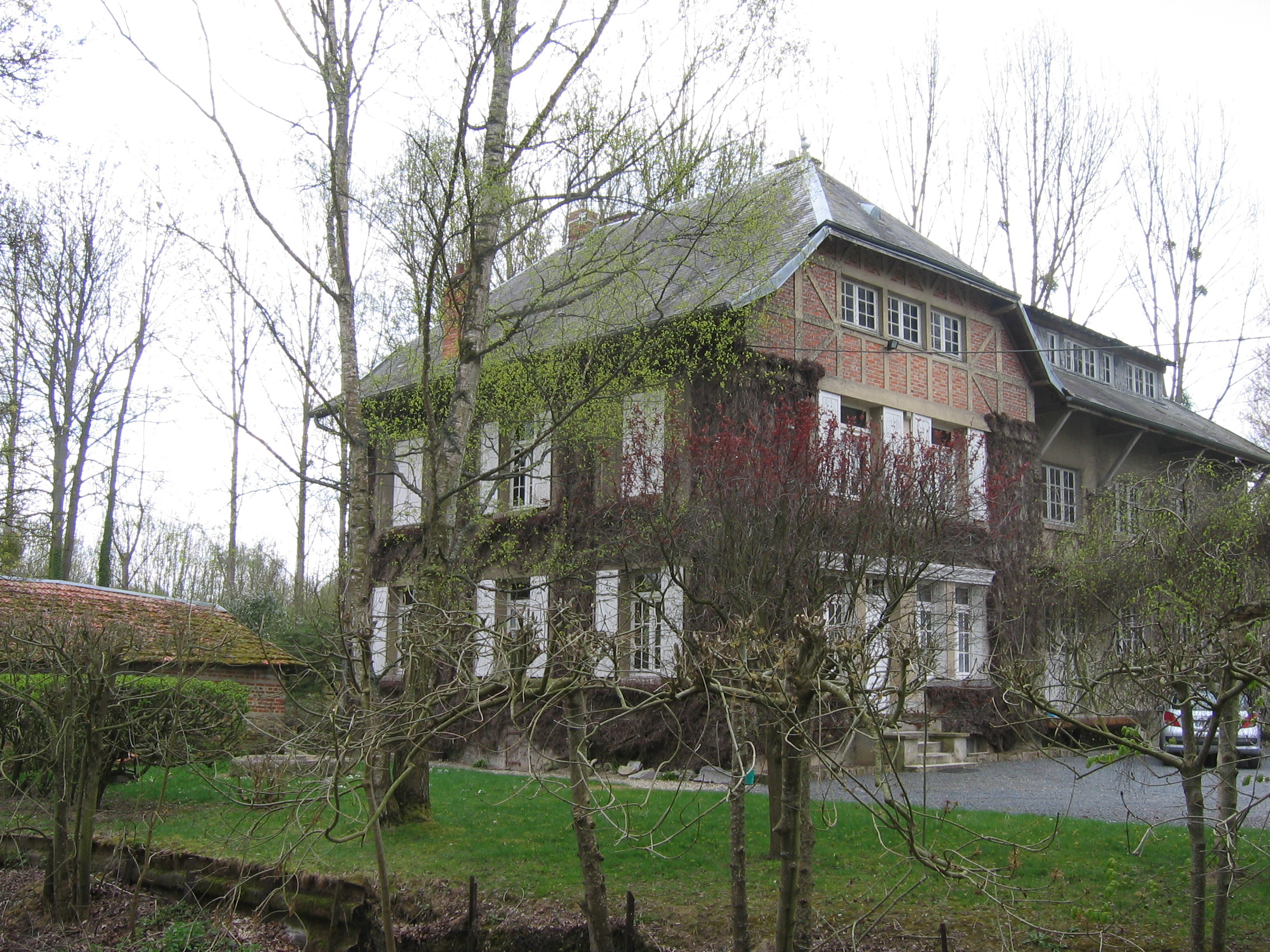
Le moulin.

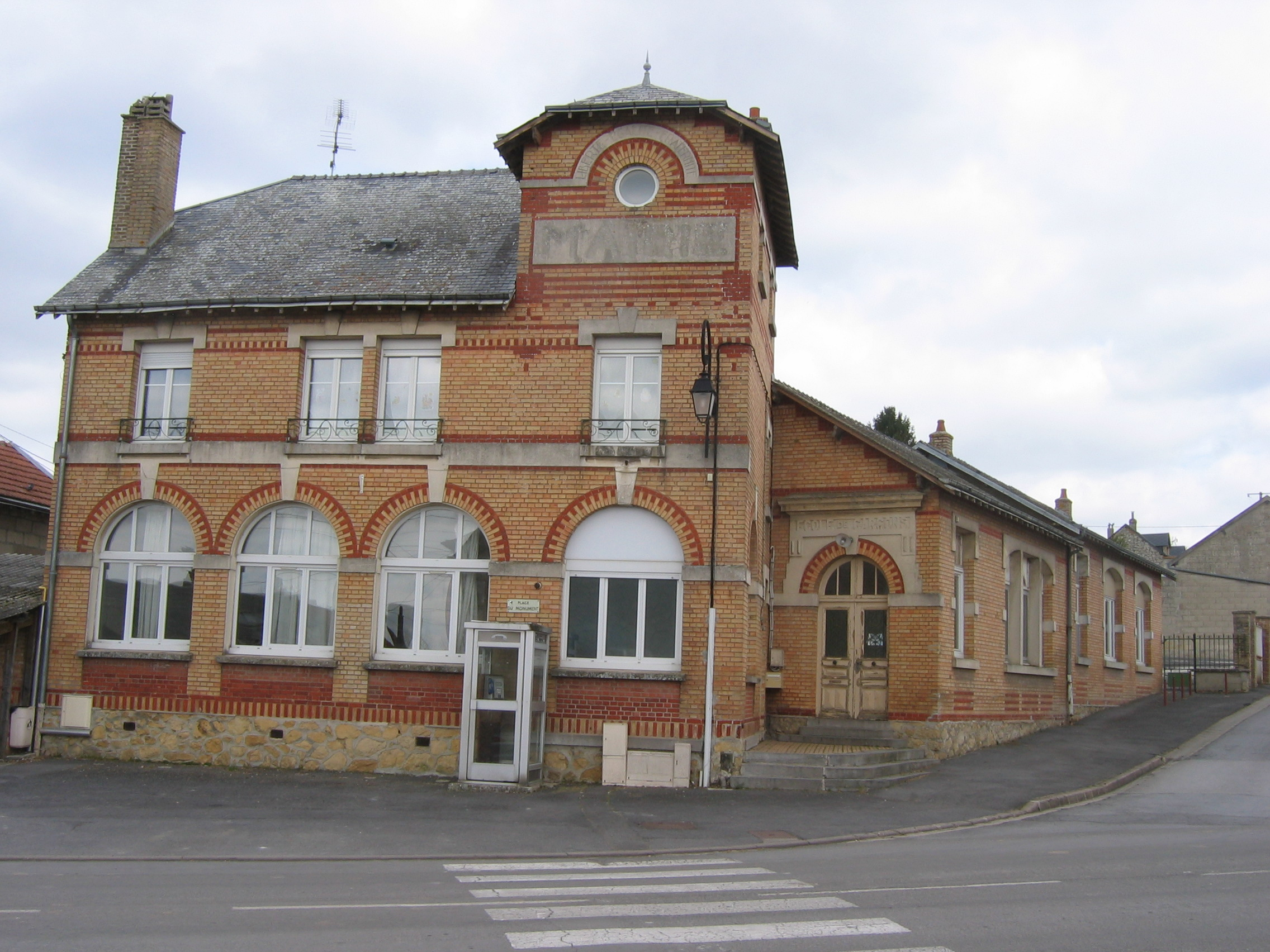
L'ancienne école.

Le site est visiblement fréquenté depuis longtemps, puisque des objets celtiques (épées, fourreaux d’épées, poteries) appartenant à un dépôt funéraire d’un chef militaire et datant de plusieurs siècles av. J.-C. ont été découverts, au hasard d’un labour, au lieu-dit le Poteau. Mais la cité a été fondée bien plus tard, probablement vers le VIe siècle.
Le site a été enceint de fossés au Moyen Âge. Le chœur et les transepts de l’église actuelle datent du XIIe siècle.
Le village a été dévasté et pillé plusieurs fois, en particulier en 1652, pendant les guerres de la Fronde, alors que les troupes de l’archiduc Léopold campaient dans la prairie de Gomont.
Influence rémoise
Le Rémois Thierion en est le seigneur et haut justicier au moment de la Révolution. Il occupe une ancienne maison forte (sur l‘emplacement de la maison de retraite actuelle) qui lui vient des Rogier.
Plusieurs maisons bourgeoises se construisent au XVIIIe siècle dans ce bourg rural. C’est le cas du château Sutaine, famille de marchands et négociants en vins de Reims. François Sutaine achète cette grande maison pendant la Révolution. Après sa mort, son épouse et ses enfants continuent à y résider jusqu’à son petit-fils Henri. Le château est détruit pendant la Première Guerre mondiale.
C’est encore le cas de la maison Gillotin, devenue maison Laborde puis rachetée par la commune en 1947 et devenue la mairie. Charles Antoine Claude Gillotin est qualifié avant la Révolution, au moment où il construit cette belle habitation, d’ "officier chez le Roi ". Sa famille est alliée à la haute bourgeoisie rémoise. Pendant la Révolution et l’Empire, il exerce plusieurs fonctions électives dont celle de président de l’assemblée cantonale d’Asfeld et, en 1809, celle de maire de Saint-Germainmont. Ses héritiers, Raymond et Louis, vendent en 1891 la maison et ses dépendances à l’industriel Désiré Linard. Puis c’est la fille de Prosper Laborde qui achète ce domaine.
L’activité industrielle
Mais surtout une activité industrielle va marquer l’histoire du village, avec le moulin. La sucrerie de Saint-Germainmont est créée en 1864 par les frères Jules et Désiré Linard originaires de Fromelennes. Désiré, devenu maire du village de Saint-Germainmont et sénateur des Ardennes, a créé avec son frère de nombreuses installations de transformation de la betterave dans la région. En 1907, la sucrerie connaît un nouvel essor avec la liaison de chemin de fer.
La Première Guerre mondiale et les reconstructions
Le village est occupé pendant quatre ans et n'est libéré qu'après de très violents combats. La Première Guerre mondiale rend inexploitables le moulin, la sucrerie et la râperie de Villers-devant-le-Thour.
Le propriétaire du moulin fait reconstruire à la place une minoterie entre 1923 et 1925. La sucrerie devenue la Société Sucrière de Saint-Germainmont, est reconstruite en 1922. La production redémarre l'année suivante. Les hôtels et auberges rouvrent. Les artisans sont nombreux : maréchal-ferrant, vanniers, charrons, menuisiers, couvreurs, peintres en bâtiment, maçons, mais aussi deux vendeurs/réparateurs de bicyclettes.
La Seconde Guerre mondiale
En 1939, pendant la drôle de guerre, des soldats français sont hébergés dans le village.
Le 10 mai 1940, les troupes allemandes attaquent dans la vallée de la Meuse, et le village est bombardé le jour même. La cheminée de 52 mètres de haut de la sucrerie est abattue par l'armée française. Le 15 mai, la préfecture ordonne l'évacuation et déclenche l'exode sur les routes. Le 18 mai, les Allemands arrivent par la rue de Banogne. Le village est une nouvelle fois occupé.
La  production de la sucrerie ne reprend qu'en mars 1941. Avec l'instauration du STO, des mouvements s'organisent. La résistance est très active procédant à l'hébergement des évadés et des réfractaires au travail en Allemagne
L'après-guerre
Le village, qui a eu une vocation agricole mais aussi industrielle (agro-alimentaire), est marquée par l'évolution des entreprises agro-alimentaires dans le village : fermeture du moulin au début des années 1980, développement de la sucrerie puis ralentissement et arrêt à son tour dans les années 2000.

## Population et société

### Démographie
L'évolution du nombre d'habitants est connue à travers les recensements de la population effectués dans la commune depuis 1793. Pour les communes de moins de 10 000 habitants, une enquête de recensement portant sur toute la population est réalisée tous les cinq ans, les populations de référence des années intermédiaires étant quant à elles estimées par interpolation ou extrapolation. Pour la commune, le premier recensement exhaustif entrant dans le cadre du nouveau dispositif a été réalisé en 2004.

En 2022, la commune comptait 813 habitants, en évolution de −4,69 % par rapport à 2016 (Ardennes : −2,97 %, France hors Mayotte : +2,11 %).
| 1793 | 1800 | 1806 | 1821 | 1831 | 1836 | 1841 | 1846 | 1851 |
| ---- | ---- | ---- | ---- | ---- | ---- | ---- | ---- | ---- |
| 674  | 756  | 769  | 804  | 927  | 858  | 856  | 928  | 978  |

| 1866 | 1872 | 1876 | 1881 | 1886 | 1891 | 1896 | 1901 | 1906 |
| ---- | ---- | ---- | ---- | ---- | ---- | ---- | ---- | ---- |
| 950  | 963  | 979  | 957  | 962  | 974  | 945  | 980  | 991  |

| 1911 | 1921 | 1926 | 1931 | 1936 | 1946 | 1954 | 1962 | 1968 |
| ---- | ---- | ---- | ---- | ---- | ---- | ---- | ---- | ---- |
| 920  | 622  | 710  | 689  | 735  | 715  | 837  | 829  | 804  |

| 1975 | 1982 | 1990 | 1999 | 2004 | 2006 | 2009 | 2014 | 2019 |
| ---- | ---- | ---- | ---- | ---- | ---- | ---- | ---- | ---- |
| 820  | 824  | 868  | 775  | 796  | 795  | 803  | 835  | 821  |

| 2022 | - | - | - | - | - | - | - | - |
| ---- | - | - | - | - | - | - | - | - |
| 813  | - | - | - | - | - | - | - | - |

## Économie
En 1947, la minoterie, arrêtée, est remise en activité. Elle emploie, en 1965, 11 personnes et se consacre à une production d’aliments pour animaux. Elle s’arrête définitivement en 1981.
L'activité de la sucrerie, créée initialement par les frères Linard dans les années 1860, se développe également pendant les Trente Glorieuses, de 1950 à 1980. De 7 000 tonnes de sucre en 1929, la production passe à 15 000 en 1959 puis 40 000 tonnes en 1962 et 60 000 en 1981. En 1958-59, l'usine emploie 300 ouvriers en pleine saison betteravière. L'usine connaît un essor complémentaire dans les années 1960 notamment avec la construction d'une unité de déshydratation en 1967 pour la luzerne et la pulpe. En 1987, les sucreries de Saint-Germainmont, Guignicourt et Montcornet fusionnent sous le nom Sucreries du Nord Est et en 1998, le nouveau groupe Saint Louis Sucre décide de ne plus traiter les betteraves mais les sirops venant des quatre unités du groupe. L'activité sucrière est définitivement arrêtée en 1999 mais une production agro-alimentaire s’y poursuit pendant quelques années sous le nom Ardennes Chicorées. L'usine est mise en sommeil à partir de 2007. L’outil de production ainsi que certains bâtiments (silos, cheminée d'usine) sont démantelés en 2008.

## Culture locale et patrimoine

### Lieux et monuments
- l'église Saint-Germain.

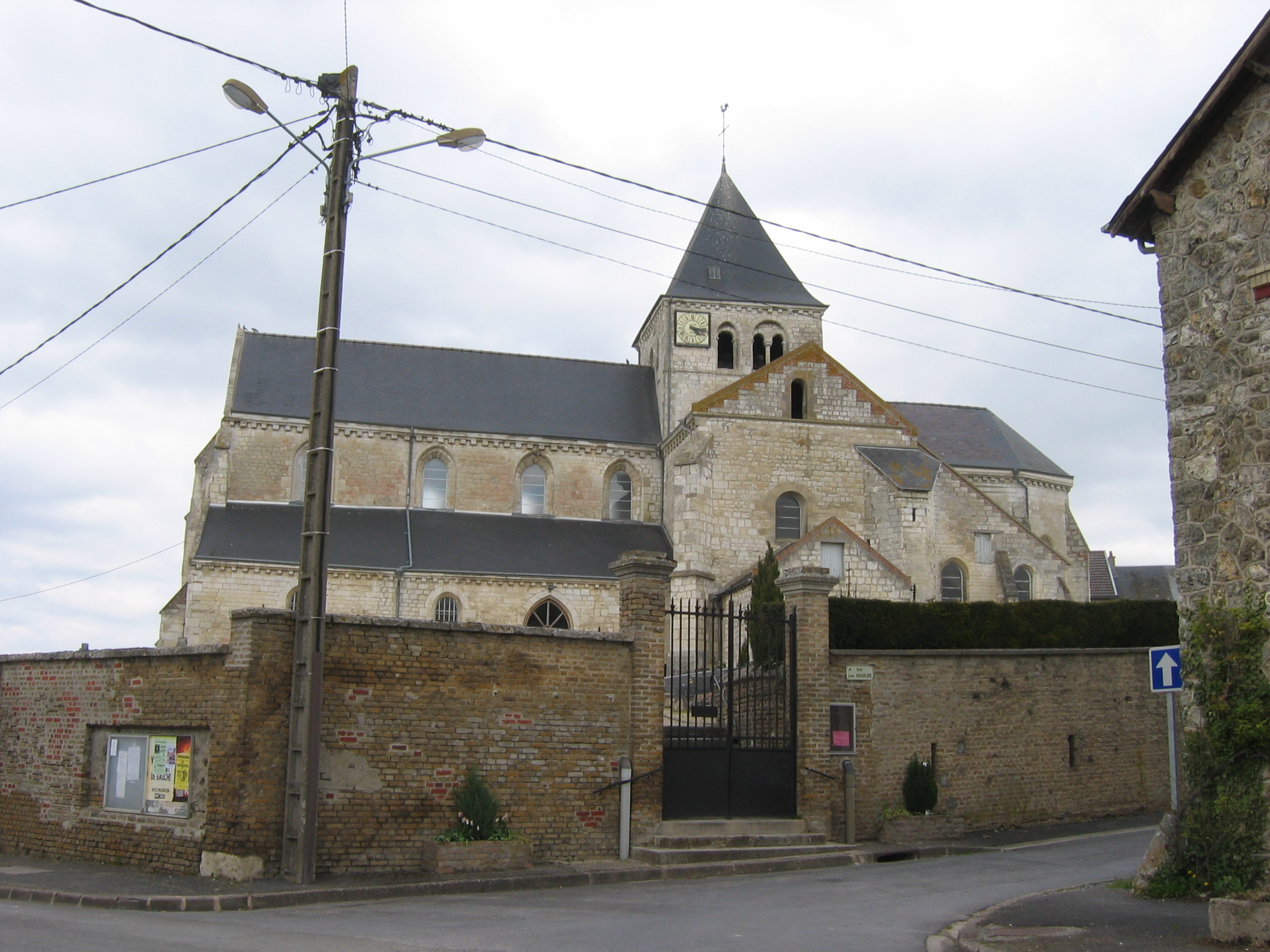
Église Saint-Germain.

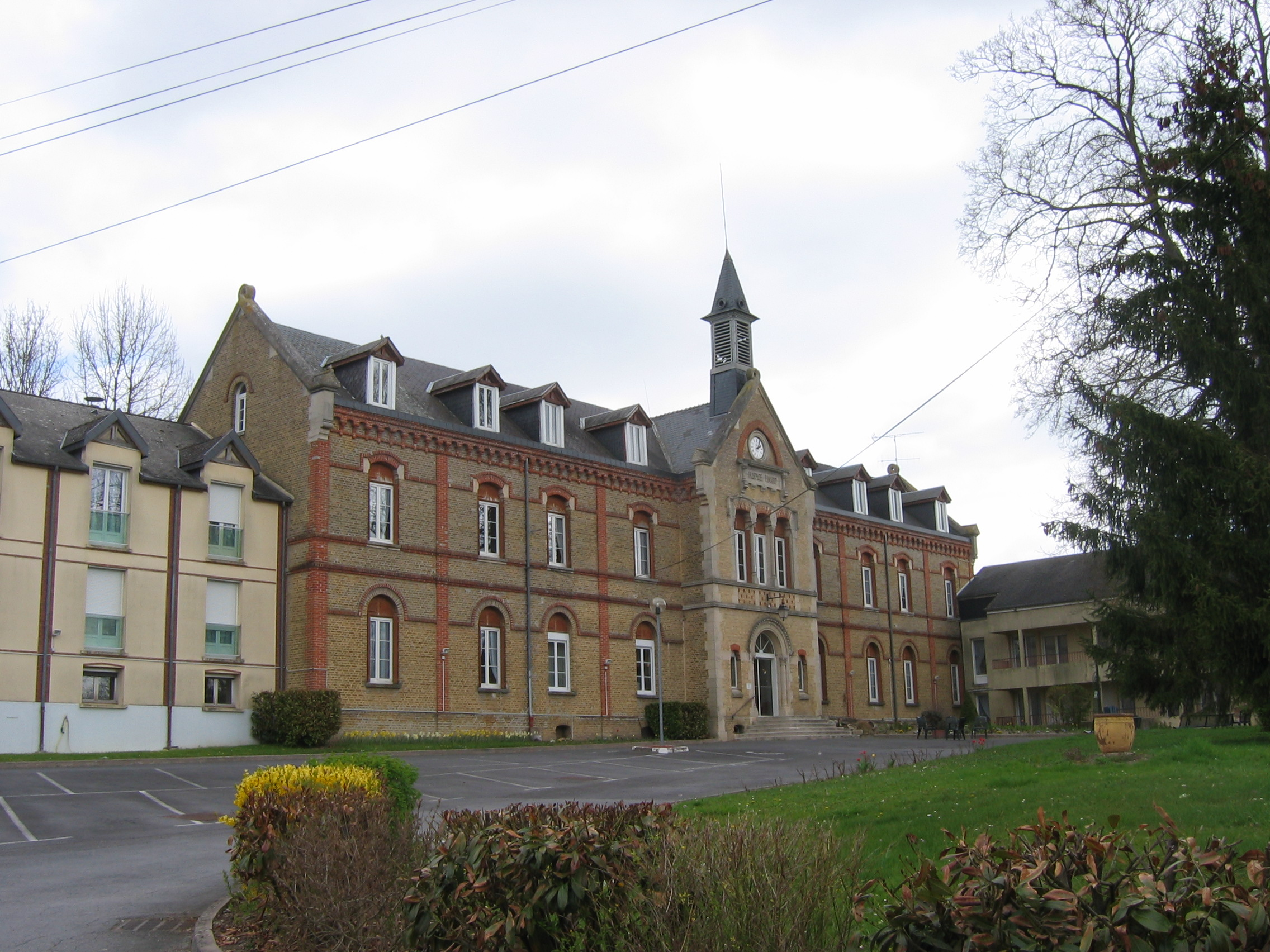
EHPAD Linard.

- l'établissement pour personnes âgées dépendante (EHPAD)
- le complexe sportif des barres (un plateau socio-éducatif, 2 terrains de football et des vestiaires)
- le boulodrome (15 terrains)
- le complexe de tennis (1 court couvert, un club-house, 2 courts plein air)
- le club de billard français
- le club de tir
- le complexe médical situé à l'endroit de l'ancienne école.

### Personnalités liées à la commune
- Pierre Nicolas Anot (1762-1822), théologien et chroniqueur de voyages.
- Maximilien Simon Genteur (1815-1882), haut-fonctionnaire et politicien français, né dans la commune.
- Désiré Linard (1839-1898), industriel et homme politique, maire de Saint-Germainmont.
- Bernard Marcotte (1887-1927), poète, né à Saint-Germainmont.

### Héraldique
| Armes de Saint-Germainmont | Les armes de Saint-Germainmont se blasonnent ainsi : De gueules au lion d’or accosté de deux besants du même, au chef d’azur semé de billettes d’argent. |